# ادبیات نمایشی
ادبیات نمایشی گونه‌ای از ادبیات است که برای اجرا در صحنهٔ تئاتر یا مکان‌های دیگر تنظیم و نوشته شده باشد و نمایشنامه، کرسی شعر نامه و تعزیه نامه و امثال اینها را در بر می‌گیرد.
در ایران اشکال کهن نمایش ریشه در مذهب داشت. کهن‌ترین آنها مراسمی بود که در آنها مغ‌ها سرودهای اوستا را همراه با رقص‌های دسته‌جمعی می‌خواندند. در ایران باستان نمایش‌واره‌هایی به مناسبت پیروزی‌ها و سوگواری‌ها بر پا می‌شد از آن جمله کین سیاوش که برای سوگواری کشته شدن سیاوش هر سال در نواحی شمال شرقی ایران اجرا می‌شد و تا سدهٔ چهارم رایج بود، و نیز کین ایرج، مویه زال، آیین جمشید و گریستن مغان پس از این نمایش واره‌ها در دوره‌های مختلف اشکال گوناگون نمایش در ایران پدید آمد که از آن میان می‌توان به نمایش‌های کوسه برنشین پیش از اسلام و سپس پرده بازی و میرنوروزی، عمرکشان و انواع نمایش‌های سنتی مانند معرکه‌گیری، نقالی و روحوضی اشاره کرد که چون نمایش‌هایی عامیانه بودند چندان نیازی به متن و نمایشنامهٔ مشخص نداشتند. تنها گونهٔ نمایش‌های سنتی ایرانی که می‌توان نوشتاری برای آن جست تعزیه است. تعزیه که از زمان معزالدوله دیلمی به صورت دسته‌ها و مراسم سوگواری اجرا می‌شد تا اواخر دورهٔ صفویه به شکل نهایی و امروزی خود دست یافت.
نمایش به شکل امروزی آن با ترجمهٔ نمایشنامه‌های غربی به ایران راه یافت که در این میان سهم آثار ترجمه شدهٔ مولیر نمایشنامه‌نویس فرانسوی بیش از دیگران است. از اواسط دههٔ ۱۳۳۰ برپایی سالن‌های جدید نمایش و برگزاری جشنواره‌های تئاتر و توجه روشنفکران به ریشه‌های هنر بومی و ملی سبب رونق دوبارهٔ نمایشنامه‌نویسی شد. غلامحسین ساعدی (با نام مستعار گوهرمراد)، بهرام بیضایی، اکبر رادی، خسرو حکیم رابط، اسماعیل خلج و عباس نعلبندیان از برجسته‌ترین نمایشنامه‌نویسان دهه پنجاه ایران به‌شمار می‌روند.